# 軟銀願景基金
软银愿景基金（SoftBank Vision Fund）是成立于2017年的风险投资基金，隶属于軟銀集團。它拥有超过1000亿美元的资本，是全球最大的以技術為中心的证券投资基金。 2019年，软银愿景基金2（SoftBank Vision Fund 2）成立。 截至2021年3月31 日，这两只基金的总公平價值为1540亿美元。